# 81e cérémonie des Golden Globes
La 81e cérémonie des Golden Globes, produite par Dick Clark Productions, se tient le 7 janvier 2024 et récompense les films et séries télévisées américains diffusés en 2023, ainsi que les professionnels s'étant distingués durant cette année.
Les nominations sont annoncées le 11 décembre 2023 au Beverly Hilton par Cedric the Entertainer et Wilmer Valderrama. Le 21 décembre 2023, deux semaine avant la cérémonie, il est annoncé que l'humoriste Jo Koy présentera la cérémonie.

## Palmarès

### Cinéma

#### Meilleur film dramatique
- Oppenheimer
  - Anatomie d'une chute
  - Killers of the Flower Moon
  - Maestro
  - Past Lives – Nos vies d'avant (Past Lives)
  - La Zone d'intérêt (The Zone of Interest)

#### Meilleur film musical ou comédie
- Pauvres Créatures (Poor Things)
  - Air
  - American Fiction
  - Barbie
  - Winter Break (The Holdovers)
  - May December

#### Meilleure réalisation
- Christopher Nolan pour Oppenheimer
  - Bradley Cooper pour Maestro
  - Greta Gerwig pour Barbie
  - Yorgos Lanthimos pour Pauvres Créatures
  - Martin Scorsese pour Killers of the Flower Moon
  - Celine Song pour Past Lives – Nos vies d'avant

#### Meilleur acteur dans un film dramatique
- Cillian Murphy pour le rôle de Robert Oppenheimer dans Oppenheimer
  - Bradley Cooper pour le rôle de Leonard Bernstein dans Maestro
  - Leonardo DiCaprio pour le rôle de Ernest Burkhart dans Killers of the Flower Moon
  - Colman Domingo pour le rôle de Bayard Rustin dans Bayard Rustin (Rustin)
  - Barry Keoghan pour le rôle de Oliver Quick dans Saltburn
  - Andrew Scott pour le rôle de Adam dans Sans jamais nous connaître (All of Us Strangers)

#### Meilleure actrice dans un film dramatique
- Lily Gladstone pour le rôle de Mollie Burkhart dans Killers of the Flower Moon
  - Annette Bening pour le rôle de Diana Nyad dans Insubmersible (Nyad)
  - Sandra Hüller pour le rôle de Sandra Voyter dans Anatomie d'une chute
  - Greta Lee pour le rôle de Nora Moon / Moon Na-Young dans Past Lives – Nos vies d'avant
  - Carey Mulligan pour le rôle de Felicia Montealegre Bernstein dans Maestro
  - Cailee Spaeny pour le rôle de Priscilla Presley dans Priscilla

#### Meilleur acteur dans un film musical ou une comédie
- Paul Giamatti pour le rôle de Paul Hunham dans Winter Break (The Holdovers)
  - Nicolas Cage pour le rôle de Paul Matthews dans Dream Scenario
  - Timothée Chalamet pour le rôle de Willy Wonka dans Wonka
  - Matt Damon pour le rôle de Sonny Vaccaro dans Air
  - Joaquin Phoenix pour le rôle de Beau Wasserman dans Beau Is Afraid
  - Jeffrey Wright pour le rôle de Thelonius « Monk » Ellis dans American Fiction

#### Meilleure actrice dans un film musical ou comédie
- Emma Stone pour le rôle de Bella Baxter dans Pauvres Créatures
  - Fantasia Barrino pour le rôle de Celie Harris-Johnson dans La Couleur pourpre (The Color Purple)
  - Jennifer Lawrence pour le rôle de Maddie Barker dans Le Challenge (No Hard Feelings)
  - Natalie Portman pour le rôle d'Elizabeth Berry dans May December
  - Alma Pöysti pour le rôle d'Ansa dans Les Feuilles mortes (Kuolleet lehdet)
  - Margot Robbie pour le rôle de Barbie dans Barbie

#### Meilleur acteur dans un second rôle
- Robert Downey Jr. pour le rôle de Lewis Strauss dans Oppenheimer
  - Willem Dafoe pour le rôle de Godwin Baxter dans Pauvres Créatures
  - Robert De Niro pour le rôle de William King Hale dans Killers of the Flower Moon
  - Ryan Gosling pour le rôle de Ken dans Barbie
  - Charles Melton pour le rôle de Joe Yoo dans May December
  - Mark Ruffalo pour le rôle de Duncan Wedderburn dans Pauvres Créatures

#### Meilleure actrice dans un second rôle
- Da'Vine Joy Randolph pour le rôle de Mary Lamb dans Winter Break (The Holdovers)
  - Emily Blunt pour le rôle de Katherine Oppenheimer dans Oppenheimer
  - Danielle Brooks pour le rôle de Sofia Johnson dans La Couleur pourpre (The Color Purple)
  - Jodie Foster pour le rôle de Bonnie Stoll dans Insubmersible (Nyad)
  - Julianne Moore pour le rôle de Gracie Atherton-Yoo dans May December
  - Rosamund Pike pour le rôle d'Elspeth Catton dans Saltburn

#### Meilleur scénario
- Justine Triet et Arthur Harari pour Anatomie d'une chute
  - Greta Gerwig et Noah Baumbach pour Barbie
  - Tony McNamara pour Pauvres Créatures
  - Christopher Nolan pour Oppenheimer
  - Eric Roth et Martin Scorsese pour Killers of the Flower Moon
  - Celine Song pour Past Lives – Nos vies d'avant

#### Meilleure musique de film
- Ludwig Göransson pour Oppenheimer
  - Jerskin Fendrix pour Pauvres Créatures
  - Joe Hisaishi pour Le Garçon et le Héron
  - Mica Levi pour La Zone d'intérêt
  - Daniel Pemberton pour Spider man : Across the Spider-Verse
  - Robbie Robertson pour Killers of the Flower Moon

#### Meilleure chanson originale
- What Was I Made For? (Billie Eilish O'Connell, Finneas O'Connell) - Barbie
  - Addicted to Romance (Bruce Springsteen) - She Came to Me
  - Dance the Night (Mark Ronson, Andrew Wyatt, Dua Lipa, Caroline Ailin) - Barbie
  - I'm Just Ken (Mark Ronson, Andrew Wyatt) - Barbie
  - Peaches (Jack Black, Aaron Horvath, Michael Jelenic, Eric Osmond, John Spiker) - Super Mario Bros. le film
  - Road to Freedom (Lenny Kravitz) - Bayard Rustin (Rustin)

#### Meilleur film d'animation
- Le Garçon et le Héron (Kimi-tachi wa dō ikiru ka)
  - Élémentaire (Elemental)
  - Spider-Man: Across the Spider-Verse
  - Super Mario Bros. le film (The Super Mario Bros. Movie)
  - Suzume
  - Wish : Asha et la Bonne Étoile (Wish)

#### Meilleur film en langue étrangère
- Anatomie d'une chute -  France
  - Les Feuilles mortes (Kuolleet lehdet) -  Finlande
  - Moi, capitaine (Io capitano) -  Italie
  - Past Lives – Nos vies d'avant -  États-Unis
  - Le Cercle des neiges (La sociedad de la nieve) -  Espagne
  - La Zone d'intérêt -  Royaume-Uni  États-Unis  Pologne

#### Meilleure réussite cinématographique et au box-office
- Barbie
  - Les Gardiens de la Galaxie Vol. 3
  - John Wick : Chapitre 4
  - Mission impossible : Dead Reckoning (Mission: Impossible – Dead Reckoning)
  - Oppenheimer
  - Spider-Man: Across the Spider-Verse
  - Super Mario Bros. le film
  - Taylor Swift : The Eras Tour

### Télévision

#### Meilleure série télévisée dramatique
- Succession
  - 1923
  - The Crown
  - La Diplomate (The Diplomat)
  - The Last Of Us
  - The Morning Show

#### Meilleure série télévisée musicale ou comique
- The Bear
  - Abbott Elementary
  - Barry
  - Jury Duty
  - Only Murders in the Building
  - Ted Lasso

#### Meilleure mini-série ou du meilleur téléfilm
- Acharnés (Beef)
  - Toute la lumière que nous ne pouvons voir (All the Light We Cannot See)
  - Daisy Jones and The Six
  - Fargo
  - Fellow Travelers
  - Lessons in Chemistry

#### Meilleur acteur dans une série télévisée dramatique
- Kieran Culkin pour le rôle de Roman Roy dans Succession
  - Brian Cox pour le rôle de Logan Roy dans Succession
  - Gary Oldman pour le rôle de Jackson Lamb dans Slow Horses
  - Pedro Pascal pour le rôle de Joel Miller dans The Last of Us
  - Jeremy Strong pour le rôle de Kendall Roy dans Succession
  - Dominic West pour le rôle du prince Charles dans The Crown

#### Meilleure actrice dans une série télévisée dramatique
- Sarah Snook pour le rôle Siobhan Roy dans Succession
  - Helen Mirren pour le rôle de Cara Dutton dans 1923
  - Bella Ramsey pour le rôle de Ellie Williams dans The Last of Us
  - Keri Russell pour le rôle de Kate Wyler dans The Diplomat
  - Imelda Staunton pour le rôle d'Elisabeth II dans The Crown
  - Emma Stone pour le rôle de Whitney Siegel dans The Curse

#### Meilleur acteur dans une série télévisée musicale ou comique
- Jeremy Allen White pour le rôle de Carmen Berzatto dans The Bear
  - Bill Hader pour le rôle de Barry Berkman dans Barry
  - Steve Martin pour le rôle de Charles-Haden Savage dans Only Murders in the Building
  - Jason Segel pour le rôle de Jimmy Laird dans Shrinking
  - Martin Short pour le rôle de Oliver Putnam dans Only Murders in the Building
  - Jason Sudeikis pour le rôle de Ted Lasso dans Ted Lasso

#### Meilleure actrice dans une série télévisée musicale ou comique
- Ayo Edebiri pour le rôle de Sydney Adamu dans The Bear
  - Rachel Brosnahan pour le rôle de Miriam Maisel dans La Fabuleuse Madame Maisel (The Marvelous Mrs Maisel)
  - Quinta Brunson pour le rôle de Janine Teagues dans Abbott Elementary
  - Elle Fanning pour le rôle de Catherine la Grande dans The Great
  - Selena Gomez pour le rôle de Mabel Mora dans Only Murders in the Building
  - Natasha Lyonne pour le rôle de Charlie Cale dans Poker Face

#### Meilleur acteur dans une mini-série ou un téléfilm
- Steven Yeun pour le rôle de Danny Cho dans Acharnés (Beef)
  - Matt Bomer pour le rôle de Hawkins Fuller dans Fellow Travelers
  - Sam Claflin pour le rôle de Billy Dunne dans Daisy Jones and The Six
  - Jon Hamm pour le rôle de Sheriff Roy Tillman dans Fargo
  - Woody Harrelson pour le rôle de E. Howard Hunt dans White House Plumbers
  - David Oyelowo pour le rôle de Bass Reeves dans Lawmen : Bass Reeves

#### Meilleure actrice dans une mini-série ou un téléfilm
- Ali Wong pour le rôle d'Amy Lau dans Acharnés (Beef)
  - Riley Keough pour le rôle de Daisy Jones dans Daisy Jones and The Six
  - Brie Larson pour le rôle d'Elizabeth Zott dans Lessons in Chemistry
  - Elizabeth Olsen pour le rôle de Candy Montgomery dans Love and Death
  - Juno Temple pour le rôle de Dorothy Lyon dans Fargo
  - Rachel Weisz pour les rôles d'Elliot et Beverly Mantle dans Faux-Semblants (Dead Ringers)

#### Meilleur acteur dans un second rôle dans une série, une mini-série ou un téléfilm
- Matthew Macfadyen pour le rôle de Tom Wamsgans dans Succession
  - Billy Crudup pour le rôle de Cory Ellison dans The Morning Show
  - James Marsden pour son propre rôle de dans Jury Duty
  - Ebon Moss-Bachrach pour le rôle de Richard Jerimovichdans The Bear
  - Alan Ruck pour le rôle de Connor Roy dans Succession
  - Alexander Skarsgård pour le rôle de Lukas Matsson dans Succession

#### Meilleure actrice dans un second rôle dans une série, une mini-série ou un téléfilm
- Elizabeth Debicki pour le rôle de Diana Spencer dans The Crown
  - Abby Elliott pour le rôle de Nathalie "Sugar" Berzatto dans The Bear
  - Christina Ricci pour le rôle de Misty Quigley dans Yellowjackets
  - J. Smith-Cameron pour le rôle de Gerri Killman dans Succession
  - Meryl Streep  pour le rôle de Loretta Durkin dans Only Murders in the Building
  - Hannah Waddingham pour le rôle de Rebecca Welton dans Ted Lasso

#### Meilleure performance dans un spectacle de stand-up à la télévision
- Ricky Gervais pour Armageddon
  - Trevor Noah pour Where Was I
  - Chris Rock pour Selective Outrage
  - Amy Schumer pour Emergency Contact
  - Sarah Silverman pour Someone You Love
  - Wanda Sykes pour I'm an Entertainer

### Récompenses spéciales
Le Cecil B. DeMille Award et Carol Burnett Award n'ont pas été remis cette année, mais pourraient de nouveau l'être à l'avenir.

## Statistiques

### Nominations multiples

#### Cinéma
- 9 : Barbie
- 8 : Oppenheimer
- 7 : Killers of the Flower Moon et Pauvres Créatures
- 5 : Past Lives – Nos vies d'avant
- 4 : Maestro, May December et Anatomie d'une chute
- 3 : Winter Break, Spider-Man: Across the Spider-Verse, Super Mario Bros. le film et La Zone d'intérêt
- 2 : Air, American Fiction, Le Garçon et le Héron, La Couleur pourpre, Les Feuilles mortes, Insubmersible, Bayard Rustin et Saltburn

#### Télévision
- 9 : Succession
- 5 : The Bear et Only Murders in the Building
- 4 : The Crown
- 3 : Acharnés, Daisy Jones and The Six, Fargo, The Last of Us et Ted Lasso
- 2 : 1923, Abbott Elementary, Barry, La Diplomate, Fellow Travelers, Jury Duty, Lessons in Chemistry et The Morning Show

### Récompenses multiples

#### Cinéma
- 5 : Oppenheimer
- 2 : Anatomie d'une chute, Barbie, Pauvres Créatures et Winter Break

##### Télévision
- 4 : Succession
- 3 : Acharnés et The Bear

## Réception
Le monologue du présentateur Jo Koy est reçu très négativement par les critiques et le public. Les critiques pointent du doigt des blagues « datées » à caractère sexiste, visant notamment le film Barbie et la chanteuse Taylor Swift, ainsi que des blagues sur l'âge de Robert de Niro.
Hershal Pandya du site Vulture écrit « Des humoristes avaient déjà fait un four aux Golden Globes auparavant, mais jamais aussi spectaculairement que Koy ». Marlow Stern de Rolling Stone fait part de « plaintes » et « huées » venant du public dans la salle en réaction aux blagues de Koy. Nicole Sperling du New York Times, présente dans la salle, partage qu'un réalisateur le qualifie de « désastre ». Les spectateurs remarquent en ligne les réactions choquées de plusieurs célébrités dans la salle, notamment Emma Stone, Harrison Ford, Helen Mirren, Greta Gerwig et Selena Gomez.
Dans le contexte tendu de la Grève de la Writers Guild of America de 2023, les remarques de Koy, qui a blâmé en direct les co-auteurs de son monologue pour ses mauvaises blagues, sont aussi vivement critiquées.